# 유현 (천릉절후)
유현(劉賢, ? ~ 기원전 71년)은 전한 중기 ~ 후기의 제후로, 장사정왕의 아들이다.

## 생애
원삭 5년(기원전 124년), 천릉후(泉陵侯)에 봉해졌다.
천릉절후 54년(기원전 71년)에 죽어 시호를 절이라 하였고, 아들 유진정이 작위를 이었다.

## 출전
- 사마천, 《사기》 권21 건원이래왕자후자연표
- 반고, 《한서》 권15상 왕자후표 上